# سیل ۱۳۶۶ تجریش
سیل تجریش یا سیل دربند، سیلی بود که در روز یکشنبه ۴ مرداد ۱۳۶۶ ساعت یک بعدازظهر، بر اثر بارش شدید باران و جاری شدن سیلاب شدید در دره‌های دربند و گلاب‌دره، در شمال تهران رخ داد. بر اثر این سیل، حدود ۳۰۰ نفر کشته شدند و ۷۵۷ میلیارد ریال خسارت مالی وارد شد. این سیل پس از سیلاب سال ۱۳۸۰ رودخانهٔ گرگان‌رود با ۴۰۰ کشته، دومین سیل پرتلفات ثبت‌شدهٔ ایران است.

## جزئیات
در روز ۴ مرداد ۱۳۶۶ با وجود گرمای هوا، رگبار و تگرگ شدیدی آغاز به باریدن کرد. شدت رگبار به گونه‌ای بود که در مدت ۱۰۷ دقیقه ۲۸ میلیمتر بارش ثبت شد. در مدت کوتاهی سیلاب عظیمی از رودخانه گلابدره به حرکت درآمد و صدها تن گل و لای و سنگ را در مسیر رودخانه گلابدره و رودخانه دربند به سمت میدان تجریش به حرکت درآورد. سیلاب پس از ورود به گلاب‌دره، خیابان‌های دربند و از طریق خیابان جعفرآباد و خیابان دربند و خیابان ثبت یا شهرداری و کوچه ناودانک و تابش به سمت تجریش حرکت کرد و در طول مسیر به خانه‌ها و خودروها خسارت فراوان وارد کرد تا به میدان تجریش و میدان قدس رسید. از میدان قدس به خیابان شریعتی وارد شده و تا حوالی میرداماد پیش رفت.
در میدان تجریش بخشی از سیلاب به درون زیرگذر در حال ساخت وارد شد و بخشی دیگر داخل تکیهٔ بزرگ تجریش و راهروی بازار تجریش شد که به مغازه‌های داخل تکیه و بازارچه و مغازه‌های خیابان گوگل آسیب رساند. سپس وارد مسجد همت تجریش و داخل حرم امامزاده شد پس از آن با ورود به کوچه‌های اطراف حرم و مسجد همت به منازل آن محدوده نیز آسیب‌های فراوانی وارد کرد. نمازگزاران مسجد همت در حال اقامهٔ نماز با ورود سیل به مسجد مواجه شدند. شاهدان عینی می‌گویند تمام محوطهٔ داخل مسجد از سیلاب و گل و لای انباشته شد به نحوی که مردم از کتابخانه‌ها و ستون‌ها و منبر برای حفظ جان خود بالا رفتند و با شکسته شدن دیوار جنوبی مسجد سیلاب از آن سمت خارج شد و فروکش کرد، از سمت دیگر میدان، گل و لای به طرف بیمارستان شهدای تجریش از سمت شرق و ورودی خیابان مقصودبیگ و ولی‌عصر در سمت جنوب و غرب نیز پیشروی کرد.

## آژیر قرمز
یکی از شایعاتی که مطرح شد این بود که در زمان سیل برای اطلاع افراد از خطر سیل از آژیر قرمز استفاده شد و برخی از مردم به تصور بمباران هوایی داخل زیرگذر احداث شده به منظور پناهگاه و بازار رفته و پناه گرفتند که باعث شد در هنگام رسیدن سیل بر شمار کشته شدگان افزوده شود. در حالیکه اصلا چنین اتفاقی نیافتاد و اجساد کشف شده از پناهگاه مربوط به کارگرانی بود که در آنجا کار میکردند و چند جسد دیگر که به همراه گل و لای و سیل وارد زیر گذر گردید اگر این اتفاق افتاده بود با توجه به شلوغی تجریش آمار کشته شدگان حتما بیشتر میشد و مسئله دیگری که این شایعه را رد میکند این است که  پناهگاه تکمیل نشده بود و به بهره‌برداری نرسیده بود و همانطور که برخی اخبار آمده کارگران در آن مشغول به کار بودند این شایعه و شایعه شکسته شدن سد اینقدر قوی بود که در ب هی نشریات محلی نیز چاپ گردید

## پس از سیل
پس از این سیل، میدان تجریش به مدت دو ماه بسته بود و عملیات پاک‌سازی و بازسازی آن ادامه داشت. تا مدت‌ها نیز قطعه سنگ بزرگی وسط میدان تجریش وجود داشت که یادبود همان سیل بود؛ بعدتر در سال‌های ۸۲–۱۳۸۱ توسط شهرداری این قطعه سنگ چهارتکه با جرثقیل حمل شد و در قسمت شمالی میدان قرار داده شد و پس از گذشت چند ماه با انجام حکاکی روی سنگ مذکور در عید نوروز پرده‌برداری شد. سطح میدان تجریش به میزان ۲۰ تا ۳۰ سانتی‌متر بالاتر آمد و آسفالت شد. هیچ‌وقت گزارشی از میزان تلفات و خسارت سیل تجریش به‌طور رسمی اعلام نشد.
در تاریخ ۲۹ شهریور ۱۳۶۶، میرحسین موسوی نخست‌وزیر وقت اطلاع داد که دستور داده چند مغازه‌ای که در میدان تجریش از ارتش وجود داشته، در اختیار کسانی که محل کسب‌شان در جریان این سیل از دست رفته، بگذارند. ارتش مخالفت کرده و محمدحسین جلالی وزیر دفاع وقت، به همین جهت در جلسات دولت شرکت نمی‌کند و سرهنگ رحیمی که با سرباز برای جلوگیری به محل رفته بوده، چند ساعتی توسط کمیته بازداشت شده است.
تکیه تجریش، یکی از بناهای شاخص خشتی شمیران که در اثر وقوع این سیل به کلی تخریب شده و هویت و اصالت تاریخی خود را از دست داده بود، بعدها بازسازی شد. پس از سیل تجریش بسیاری از اشیای تاریخی و مذهبی که داخل تکیه بود توسط مردم جمع‌آوری و حفظ شد.